# Mistrovství Československa v krasobruslení 1969
Mistrovství Československa v krasobruslení 1969 se konalo 11. ledna a 12. ledna 1969 v Českých Budějovicích.

## Medaile
| Kategorie      | Zlato                            | Zlato      | Stříbro                   | Stříbro     | Bronz                             | Bronz       |
| Muži           | Ondrej Nepela                    | 7 - 2098   | Marian Filc               | 14 - 2075,8 | Petr Starec                       | 21 - 1941,9 |
| Ženy           | Hana Mašková                     | 7 - 2096,2 | Nora Barická              | 15 - 1984,2 | Ľudmila Bezáková                  | 20 - 1964,1 |
| Sportovní páry | Liana Drahová Peter Bartosiewicz | 5 - 216,1  | Dana Fialová Josef Tůma   | 10 - 204,7  | Miroslava Sáblíková Pavel Komárek | 15 - 193,7  |
| Taneční páry   | Dana Holanová Jaromír Holan      | 10 - 223,7 | Milena Tůmová Josef Pešek | 11 - 223,2  | Diana Skotnická Martin Skotnický  | 21 - 212,4  |

- čísla udávají celkové hodnocení, první za přednes a druhá počet bodů